# قرا اسکندر
قرا اسکندر، سومین فرمانروای قراقویونلو از سال ۱۴۲۰ تا ۱۴۳۶ بود. جنگ‌های او با شاهرخ تیموری نشانه شجاعت اوست اما نتوانست از میراث پدرش نگهداری کند و حکومت قراقویونلو در زمان او ضعیف شد. او در کاخ خود در تبریز توسط پسرش به قتل رسید و در همان کاخ که الان در قبرستان عمو زین‌الدین تبریز قرار دارد دفن شد 

## سلطنت دوره اول

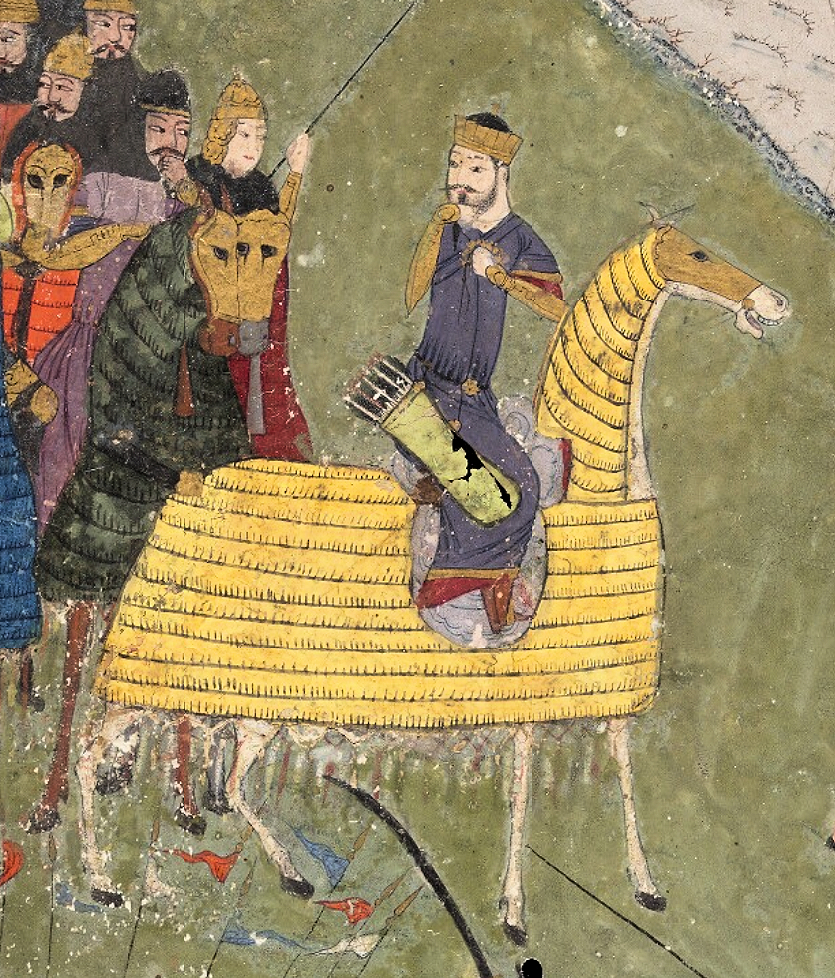
اسکندر بن قره یوسف در جنگ. ممکن است بعداً رنگ آمیزی مجدد چهره ها صورت گرفته باشد.

در زمان قرا یوسف والی کرکوک شد. وی در سال ۱۴۱۶ قره عثمان را در نبرد ارزنجان شکست داد. پس از مرگ قرا یوسف او چهار پسر از خود برجای گذاشت. بزرگان قبیله سعدلو اسپند میرزا را به عنوان حاکم جدید اعلام کردند. ابوسعید فرار کرد، جهانشاه به بغداد رفت و قرا اسکندر توسط برادرش شاه محمد پشتیبانی شد. به زودی وی در ۲ ژوئیه ۱۴۲۱ در قلعه آلینجا تاج‌گذاری کرد. اسپند میرزا نیز به او تبریک گفت و آن‌ها علیه آق‌قویونلو متحد شدند.
شاهرخ تیموری از ضعف در خاندان قراقویونلو استفاده کرد و حمله نظامی خود را آن‌ها آغاز کرد، از رود ارس گذشت و با نیروهای قرا اسکندر و اسپند میرزا در یاخشی جنگید نیروهای تیموری شکست خوردند. با این حال شاهرخ آذربایجان و ارمنستان را تسخیر کرد اما به خراسان بازگشت و علی بیگ آق‌قویونلو را جانشین خود اعلام کرد. اسپند میرزا به سرعت تبریز و نخجوان را فتح کرد قرا اسکندر به جنگ با اسپند میرزا پرداخت، شهر را در دست گرفت و خود را تنها حاکم قراقویونلو خواند.
وی با تحکیم پایه‌های حکومتش به حکومت‌های محلی کرد. ابتدا امیر کردستان را در حکاری شکست داد. بعداً برخی از خان‌های کرد در اردبیل قیام کردند اما شکست خوردند. برادران خلیل‌الله شاه در شروان قیام کردند. او از این فرصت استفاده کرد و به شروان حمله کرد. وی بعداً در سال ۱۴۲۸ یکی از فرماندهان خود را برای تسخیر سلطانیه فرستاد. وقتی این خبرها به شاهرخ رسید با ارتشی ۱۰۰۰۰ نفری به سلماس رسید ابوسعید برادر قرا اسکندر تسلیم شد. به‌همین دلیل نیروهای قراقویونلو به سمت دیاربکر عقب‌نشینی کردند. شاهرخ تبریز را فتح کرد و ابوسعید را فرمانروای جدید قراقویونلو انتخاب کرد.

## سلطنت دوره دوم
قرا اسکندر در سال ۱۴۳۱ خود را به تبریز رساند و با کشتن ابوسعید تنها حاکم قراقویونلو شد، سپس پسرش یارعلی را فرماندار دیار بکر قرار داد اما او بعداً به دلیل ظلم بیش از حد به شروان پناه برد اما حاکم شروان او را برای تیموریان فرستاد. پس از این اتفاق، اسکندر خشمگین شد و به شروان لشکر کشید و آن‌جا را ویران کرد. خلیل‌الله شاه شروان از شاهرخ کمک خواست.
شاهرخ دوباره به سرزمین‌های قراقویونلو لشکر کشید و قرا اسکندر مجبور به فرار شد. او در محاصره قره عثمان قرار گرفت و در این نبرد قره عثمان کشته شد و اسکندر به دربار مراد دوم پناهنده شد و بعداً با تشکیل نیروی جدید به تبریز بازگشت. در سال ۱۴۳۶ شاهرخ جهانشاه را به عنوان حاکم قراقویونلو قرار داد. در جنگی که میان قرا اسکندر و برادرش درگرفت. وی به دلیل خیانت امیران شکست خورد و به قلعه آلینجا فرار کرد. جهانشاه قلعه را محاصره کرد ولی قرا اسکندر به دست پسرش قباد شاه کشته شد.